# Clematodes vanduzeei
Clematodes vanduzeei är en insektsart som beskrevs av Morgan Hebard 1923. Clematodes vanduzeei ingår i släktet Clematodes och familjen gräshoppor.

## Underarter
Arten delas in i följande underarter:
- C. v. papago
- C. v. vanduzeei